# 360e régiment d'infanterie

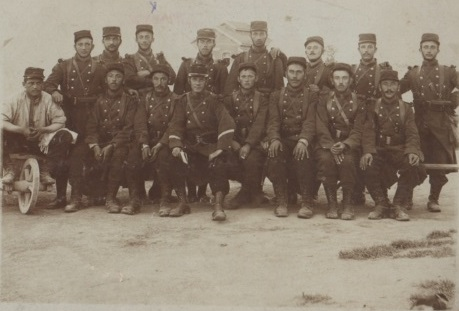
régiment infanterie 1914 1918

Le 360e régiment d'infanterie (360e RI) est un régiment d'infanterie de l'Armée de terre française constitué en 1914 avec les bataillons de réserve du 160e régiment d'infanterie.
À la mobilisation, chaque régiment d'active crée un régiment de réserve dont le numéro est le sien plus 200.

## Création et différentes dénominations
- Août 1914: 306e Régiment d'Infanterie

## Historique des garnisons, combats et batailles

### Première Guerre mondiale

#### Affectation
- 70e division d'infanterie d'août 1914 à novembre 1918

#### 1914
- Bataille de la Trouée des Charmes (22 au 26 août 1914) et bataille du Grand Couronné (04 au 13 septembre 1914), Nancy, Meurthe-et-Moselle.
- Course à la mer (18 septembre au 19 octobre 1914), Arras, Pas-de-Calais
- Notre-Dame de Lorette (20 octobre 1914 au 8 mai 1915), Pas-de-Calais

#### 1915
Les Attaques de mai-juin-juillet 1915 : la conquête du plateau de Lorette, le village d'Ablain
La 19e (compagnie Bapst) dont faisait partie le soldat de 2e classe Lucien Lavallée, avançait de 400 mètres en terrain découvert, s'emparait d'une longue tranchée et de ses occupants, cependant qu’à l’extrême gauche une section de la 18e, commandée par le sergent Castain, attaquait le presbytère, où en quelques minutes, elle obligeait 80 Badois à lever les bras en criant : « Camarades » La victoire sur toute la ligne était complète : 450 prisonniers, dont 7 officiers, étaient tombés entre nos mains, la défense d’Ablain était complètement désorganisée et la chute totale du village devait fatalement s’ensuivre. La soirée du 27 et la nuit du 27 au 28 furent employées à fouiller les décombres en avant de nos lignes et à consolider le terrain conquis. Deux jours après, tout le village était entièrement purgé d’Allemands.
Ce glorieux fait d'armes valut au 360e la citation suivante à l'ordre de l'Armée, citation qui comporte l’attribution de la Croix de guerre à son drapeau : Le Général commandant la 10e Armée cite à l'ordre de l'Armée le 360e R. I., sous les ordres du lieutenant-colonel Piazza : « Les 27 et 28 mai, a, sous l'habile et énergique impulsion de son chef, enlevé plusieurs tranchées, le cimetière et le village organisé, avec un allant, une fougue, une énergie au-dessus de tout éloge, faisant 400 prisonniers. S'est maintenu sur les positions conquises, malgré un bombardement d'une extrême violence et une contre-attaque de l'ennemi ».

## Drapeau
Il porte, cousues en lettres d'or dans ses plis, les inscriptions suivantes :
- Lorraine 1914
- Artois 1915
- Noyon 1918
- Picardie 1918
- Roulers 1918

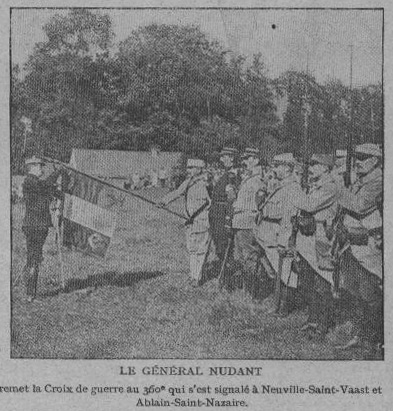
Alphonse Nudant décorant le drapeau pour les actions à Neuville-Saint-Vaast et Ablain-Saint-Nazaire.

Fourragère aux couleurs de la médaille militaire décernée le 10 décembre 1918

## Personnages célèbres ayant servi au360eRI
- Henry de Montherlant
- Lucien Lavallée : Soldat de 2e classe, mort pour la France le 10 juillet 1915 à Souchez (Pas-de-Calais), tué à l'ennemi à l'âge de 19 ans, 10 mois et 1 jour. Originaire de Abaucourt-sur-Seille (Meurthe-et-Moselle). 09/09/1895 - 10/07/1915.